# Стеліос Фаїтакіс
Стеліос Фаїтакіс (грец. Στέλιος Φαϊτάκης; 1976, Афіни, Греція — 6 жовтня 2023) — грецький художник.

## Біографія
Народився в 1976 році в м.Афіни, Греція.
Живе і працює в Афінах.
У 1996 — 2003 роках навчався в  Афінській Школі Мистецтв.
Художню кар'єру Стеліос Фаїтакіс почав з графіті, малюючи на вулицях Афін. У період захоплення графіті Фаїтакіс зацікавився японським бойовим мистецтвом Нінджитсу (Ninjitsu), а також містичними і релігійними традиціями Сходу.
Фаїтакіс брав участь у 54-ій  Венеціанський бієнале, де зобразив на фасаді датського павільйону величезну композицію «Симфонія обману» (Imposition Symphony)
. Проект був визнаний одним з найцікавіших на бієнале 2011 року у  Венеції. Для Першої Київської міжнародної бієнале сучасного мистецтва ARSENALE 2012 в Києві, яка буде проходити з 24 травня по 31 липня 2012 року, Фаїтакіс виконає в просторі  Арсеналу величезний настінний розпис загальною площею в кілька сот метрів. Фаїтакіс прибув до Києва 12 квітня 2012 року. Він розпочав роботу над розписом у понеділок, 16 квітня 2012 року. Масштабна робота триватиме до початку бієнале 24 травня.

## Персональні виставки
- 2008 — «Який величний день!» (What A Great Day), Афіни.[6]

- 2009 — «... До благословенної землі нової обіцянки» (... towards a blessed land of new promise), Афіни.